# Krzysztof Zarębski
Krzysztof Zarębski (* 22. Januar 1939 in Warschau) ist ein polnischer Performance-Künstler, Maler und Bildhauer.
Zarębski studierte von 1962 bis 1968 Grafik und Malerei an der Akademie der Bildenden Künste Warschau bei Jan Wodyński und Stefan Gierowski. Er war nach dem Studium als Maler aktiv und wurde ab 1971 einer der Vorreiter der Performancekunst in Polen. Ab 1975 arbeitete er zusammen mit dem Regisseur und Autor Helmut Kajzar an Bühnenprojekten.
Nach der Einführung des Kriegsrechtes in Polen 1981 wanderte Zarębski mit seiner Familie in die Vereinigten Staaten aus. Hier traf er Künstler, mit denen er die Gruppe The Rivington School Artists gründete. 1989 wirkte er an Kazimierz Brauns Aufführung von Tadeusz Różewiczs Stück Przyrost naturalny mit.
Werke Zarębskis finden sich unter anderem in den Sammlungen des Muzeum Narodowe in Warschau, des Muzeum Sztuki in Łódź, des Museum of Modern Art in New York City, des Centrum Sztuki Współczesnej Zamek Ujazdowski in Warschau und der Malmö konsthall.
Małgorzata Potocka drehte 1982 den Film Strefy kontaktu. Żywe obrazy Krzysztofa Zarębskiego über ihn. Er hatte zahlreiche Einzelausstellungen in Warschau und nach 1981 in New York; zu seinem siebzigsten Geburtstag 2009 wurde dem polnischen Publikum ein zwei Ausstellungen ein Überblick über sein Schaffen zugänglich gemacht.